# Hypomecis paradetractaria
Hypomecis paradetractaria är en fjärilsart som beskrevs av Sato 1990. Hypomecis paradetractaria ingår i släktet Hypomecis och familjen mätare. Inga underarter finns listade i Catalogue of Life.